# Boulogne-la-Grasse
Boulogne-la-Grasse ist eine französische Gemeinde mit 466 Einwohnern (Stand: 1. Januar 2022) im Département Oise in der Region Hauts-de-France (vor 2016 Picardie). Sie gehört zum Arrondissement Compiègne und zum Kanton Estrées-Saint-Denis. 

## Geographie
Die Gemeinde Boulogne-la-Grasse liegt etwa 30 Kilometer nordnordwestlich von Compiègne. Umgeben wird Boulogne-la-Grasse von den Nachbargemeinden Fescamps im Norden, Bus-la-Mésière im Norden und Nordosten, Conchy-les-Pots im Osten, Orvillers-Sorel im Süden, Hainvillers im Süden und Südwesten, Rollot im Südwesten und Westen, Piennes-Onvillers im Westen und Nordwesten sowie Remaugies im Nordwesten.

## Bevölkerungsentwicklung
| Jahr                       | 1962 | 1968 | 1975 | 1982 | 1990 | 1999 | 2006 | 2013 | 2021 |
| Einwohner                  | 424  | 411  | 321  | 295  | 251  | 285  | 407  | 467  | 461  |
| Quellen: Cassini und INSEE |      |      |      |      |      |      |      |      |      |

## Sehenswürdigkeiten
- Kirche Notre-Dame aus dem Jahr 1927
- Schloss, wieder aufgebaut 1890 bis 1913
- Schloss Bains
- Wasserturm

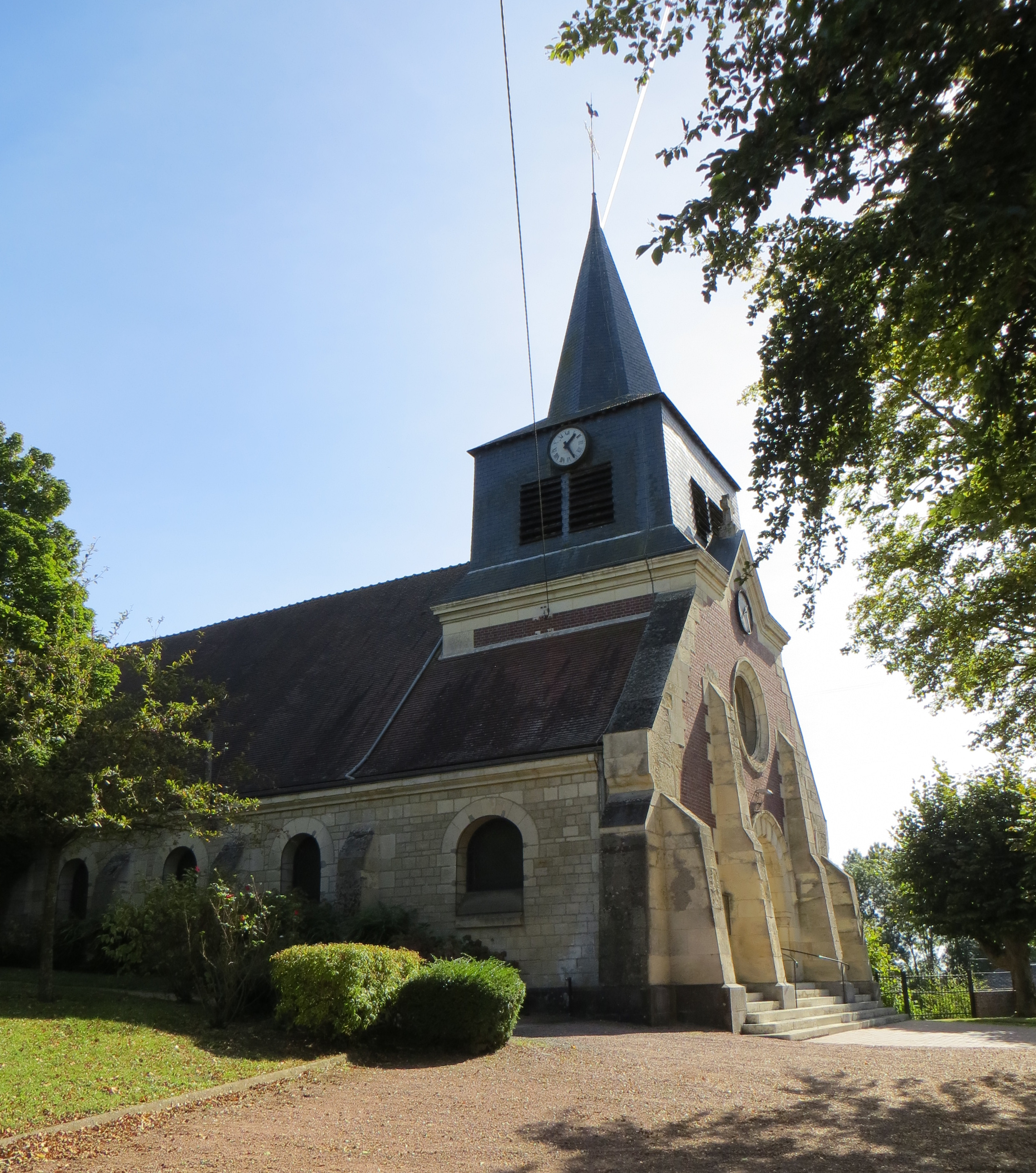
Kirche Notre-Dame
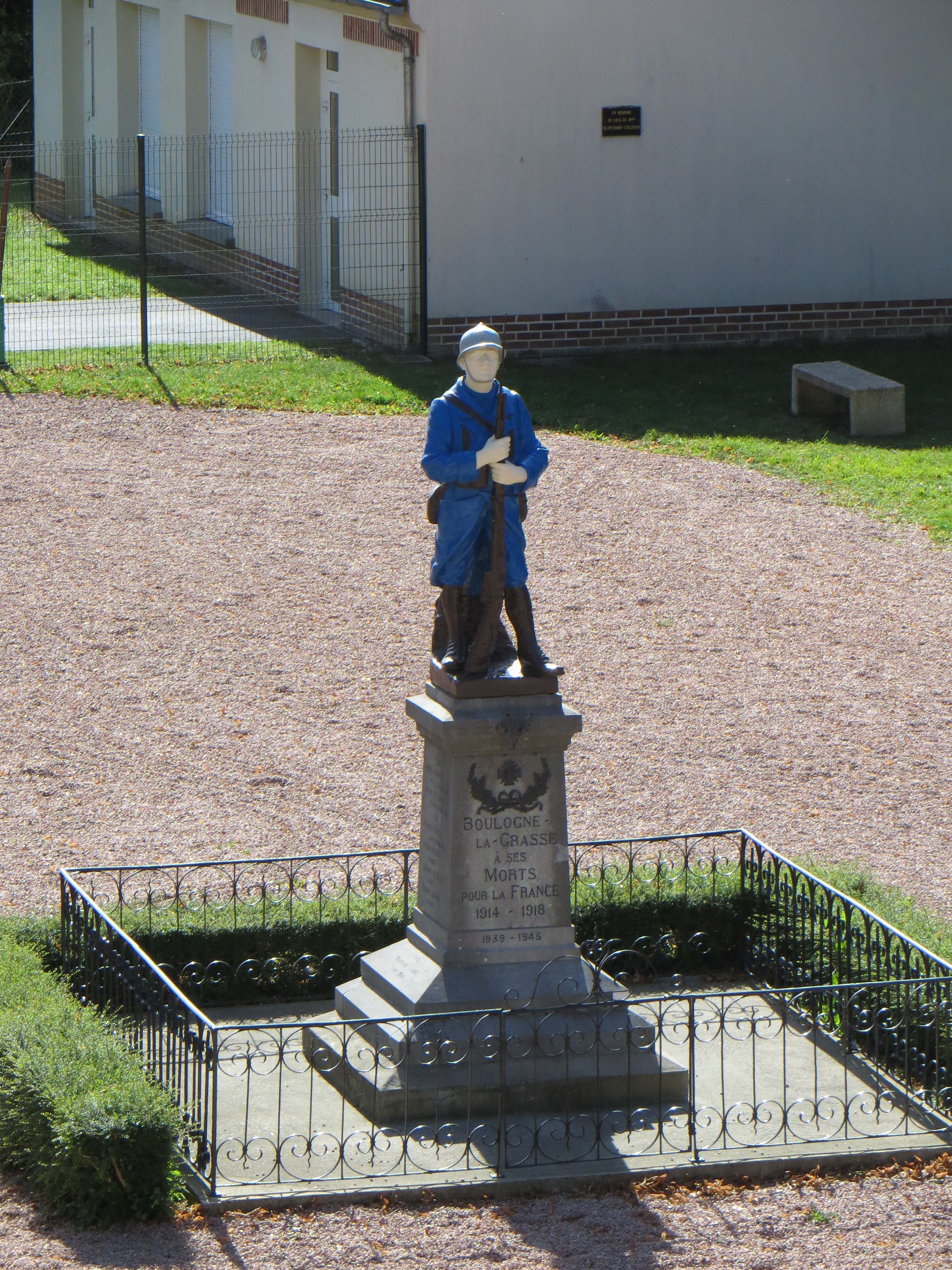
Gefallenendenkmal